# Wendezugbefehlswagen
Ein Wendezugbefehlswagen, Befehlswagen oder Behelfssteuerwagen ist ein nicht angetriebenes Schienenfahrzeug mit einem Führerstand an der Spitze eines geschobenen Wendezugs, mit dem das am Zugschluss oder im Wagenverband fahrende Triebfahrzeug indirekt gesteuert wird.
Im Gegensatz zu einem Steuerwagen, der das Triebfahrzeug über eine direkte Wendezugsteuerung fernsteuert, ist der Wendezugbefehlswagen über eine indirekte Wendezugsteuerung mit dem Triebfahrzeug verbunden. Zur Übermittlung der Befehle wird ein Befehlsgerät mit einem Geber auf dem Befehlswagen und einem Empfänger auf dem Triebfahrzeug verwendet, wo ein Bediener die Antriebskraft regelt. Der Bediener muss die Umsetzung der Befehle quittieren. Die Bremse wird direkt vom Wendezugbefehlswagen aus bedient, weshalb zwischen Triebfahrzeug und Befehlswagen eine durchgängige Hauptluftbehälterleitung notwendig ist.
Wendezugbefehlswagen wurden insbesondere bei der Dampftraktion verwendet, da sich Dampflokomotiven nur schwierig über eine Wendezugsteuerung fernsteuern und überwachen lassen. Es wurden jedoch auch Wendezugbefehlswagen zusammen mit Elektro- und Diesellokomotiven eingesetzt, so zum Beispiel mit Lokomotiven der Baureihe E 44. Dies wurde insbesondere bei solchen Lokomotiven eingesetzt, die keinen fernbedienbaren Fahrschalter haben oder die eine besonders überwachungsbedürftige Anlage auf dem Fahrzeug (z. B. ein Heizkessel für die Dampfheizung) haben. Einhergehend mit dem Traktionswandel und den Weiterentwicklungen der direkten Wendezugsteuerung wurden die Befehlswagen von den Steuerwagen verdrängt.

## Einsatz in Deutschland
Bei der Deutschen Bundesbahn wurden als Wendezugbefehlswagen Donnerbüchsen, Eilzugwagen der Gruppe 30, Mitteleinstiegswagen der Gruppe 52 und n-Wagen verwendet. Es wurden aber auch ehemalige Triebwagen-Steuerwagen, wie beispielsweise die ES 85, die VS 145 oder Güterzugbegleitwagen des Typs Pwgs-41 zu Befehlswagen umgebaut.
In Deutschland ist der Einsatz von Wendezugbefehlswagen nicht mit ebenfalls indirekt geführten, geschobenen Zügen gemäß EBO § 34 Abs. 3 zu verwechseln. Hierbei hält sich der Triebfahrzeugführer im schiebenden Triebfahrzeug auf und nicht im führenden Fahrzeug.